# حزقيال كارلوس موراليس
حزقيال كارلوس موراليس (بالإسبانية: Juan Carlos Morales Hernández)‏ هو لاعب كرة قدم مكسيكي، ولد في 27 نوفمبر 1992.

## روابط خارجية
- حزقيال كارلوس موراليس على موقع قاعدة بيانات كرة القدم.إي يو (الإنجليزية)
- حزقيال كارلوس موراليس على موقع Soccerway.com (الإنجليزية)